# California State Route 12
La State Route 12 (SR 12) è una strada statale dello stato americano della California che percorre in direzione est-ovest da Sebastopol nella Contea di Sonoma fino alla California State Route 49, appena a nord di San Andreas, nella Contea di Calaveras.
Percorso
Nel suo percorso la strada attraversa le seguenti contee:

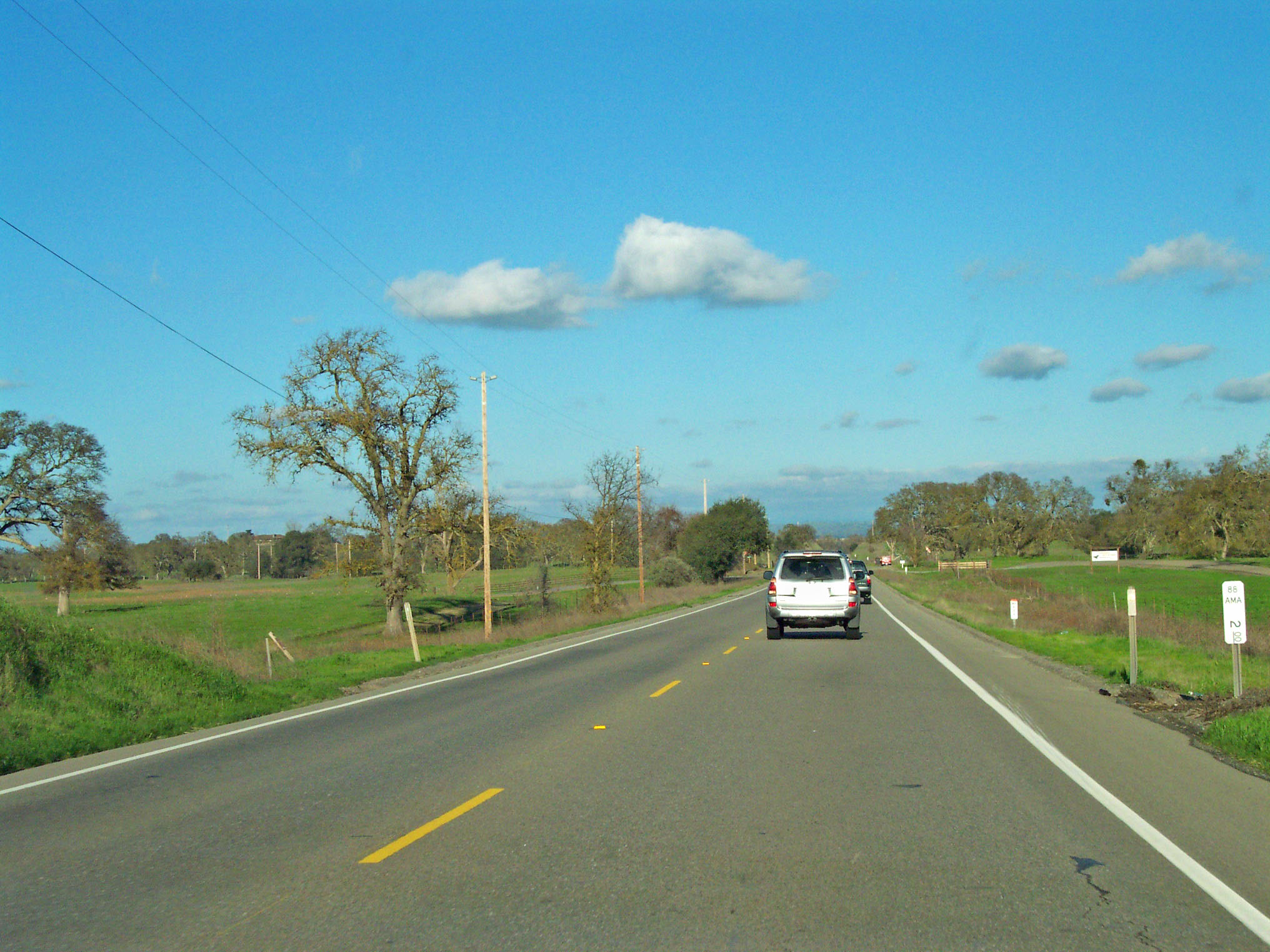
Un tratto della SR 12

- Contea di Sonoma
- Contea di Napa
- Contea di Solano
- Contea di Sacramento
- Contea di San Joaquin
- Contea di Calaveras